# Elon Musks familj
Elon Musks familj är en rik familj av sydafrikanskt ursprung som till stor del är verksam i USA och Kanada. Släkten Musk är av engelsk, anglo-kanadensisk, pennsylvaniatysk och schweizisk härkomst. 
Familjen är känd för sina entreprenörssträvanden. Exempelvis är Elon Musk den rikaste personen i världen, med ett uppskattat nettovärde på 447 miljarder USD i januari 2025, enligt Bloomberg Billionaires Index.

## Elon Musks närmaste släktingar
Elon Musks far, Errol Musk, är en sydafrikansk före detta elektromekanisk ingenjörskonsult och fastighetsutvecklare som på 1980-talet var involverad i smaragdbranschen. Han var medlem av det sydafrikanska Progressive Federal Party.:225, fn 119 Elon Musks farmor var engelska från Liverpool, och hans farfar Walter Henry J. Musk var sydafrikan. Elon Musks farfarsmor var en nederländsk bosättare i Sydafrika, en så kallad free Burgher, medan en av hans morfars farföräldrar kom från Schweiz.
Elon Musks morföräldrar Joshua Norman Haldeman och Winnifred Josephine, född Fletcher, var bosatta i Sydafrika och Kanada. De har uppmärksammats för att de enträget gjorde expeditioner för att söka efter en försvunnen stad i Kalahariöknen. Joshua Haldeman var direktör för Technocracy Incorporated och kandiderade till Kanadas parlament för Social Credit-partiet samt ledde den kanadensiska grenen av Technocracy movement.
Elon Musks kusin Lyndon Rive är affärsman. Han grundade Solarcity samt fungerade som dess VD fram till 2017.

## Bemärkta medlemmar
- Maye Musk (född Haldeman, 1948), modell och dietist. Hon har synts på omslagen till flera tidningar, inklusive en hälsoutgåva av Time, Women's Day och Vogue. Mor till Elon Musk.[16]
- Elon Musk (född 1971), entreprenör och affärsmagnat. Olika poster som VD, teknisk chef och/eller ordförande för Spacex, Tesla, Twitter (nu X) och Neuralink. Han var 2021 Times Person of the Year.[17]
- Kimbal Musk (född 1972), entreprenör, filantrop och krögare. Han grundade 1998 Zip2 tillsammans med sin bror Elon och sålde det senare till Compaq för 307 miljoner dollar. Han är medgrundare och ordförande för Big Green.[18]
- Tosca Musk (född 1974), filmare och syster till Elon. Hon är en av grundarna av Passionflix, en streamingplattform och produktionsbolag för OTT-underhållning(en).[19]